# 부산광역시차량등록사업소
부산광역시차량등록사업소(釜山廣域市車輛登錄事業所)는 자동차·건설기계 등록 및 건설기계 검사사무에 관한 사무를 분장하는 부산광역시청의 사업소이다. 소장은 지방서기관으로 보한다.

## 설치 근거 및 소관 사무

### 설치 근거
- 「부산광역시 행정기구 설치 조례」 제31조제1항[2]

### 소관 사무
- 자동차 및 건설기계 등록에 관한 사항
- 건설기계 검사에 관한 사항

## 연혁
- 1979년 5월 1일: 부산시차량등록사업소 설치.[3]
- 1984년 11월 5일: 남구 대연동으로 청사 이전.
- 1988년 4월 30일: 부산직할시차량등록사업소로 개편.[4]
- 1999년 1월 1일: 부산광역시차량등록사업소로 개편.[5]
- 2000년 9월 1일: 부전역현장민원처리센터 개소.
- 2004년 3월 12일: 구명역현장민원처리센터 개소.
- 2005년 12월 1일: 금련산역현장민원처리센터 개소.
- 2005년 12월 12일: 현 청사로 이전.
- 2013년 8월 19일: 구명역현장민원처리센터를 구포역현장민원처리센터로 개편.

## 조직

### 소장
- 총무팀[6]
- 등록팀[6]
- 관리팀[6]